# Urasoe Ryōken
 (avril 2019).
Si vous disposez d'ouvrages ou d'articles de référence ou si vous connaissez des sites web de qualité traitant du thème abordé ici, merci de compléter l'article en donnant les références utiles à sa vérifiabilité et en les liant à la section « Notes et références ».
Urasoe Ueekata Ryōken (浦添 親方 良憲) (? – 4 novembre 1566) aussi connu sous son nom de style chinois Ba Ryōsen (馬 良詮), est un aristocrate et fonctionnaire du gouvernement du royaume de Ryūkyū. Il est membre du Sanshikan sous le règne de Shō Gen.
Urasoe était le fils aîné de Nukanakagusuku (糠 中 城). Il était aussi un petit-fils de Yuwan Ufunushi. Urasoe était le père adoptif du roi Shō Gen, qui s'occupait de son éducation. Il a eu des relations étroites avec Shō Gen. Après Aragusuku Anki a pris sa retraite, Urasoe a été nommé le membre de Sanshikan.